# Radimitsjen

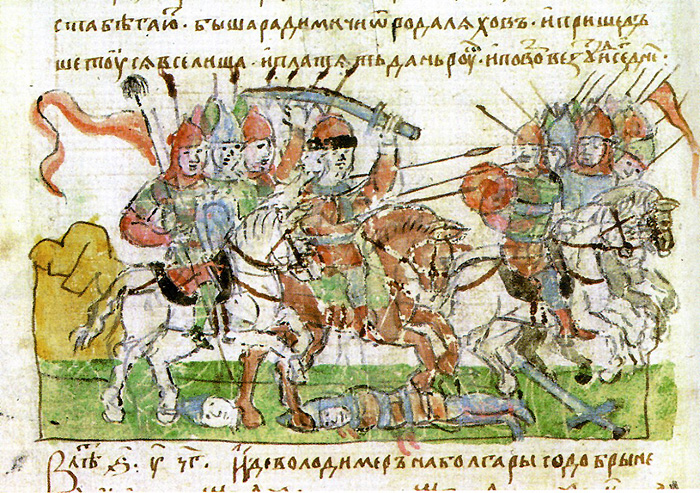
De Radimitsjen worden door Voltsji Chvost bij de Pisjtsjan verslagen.
- 15e-eeuwse miniatuur

De Radimitsjen (Russisch: Радимичи, Radimitsji, Wit-Russisch: Радзімічы, Radzimitsjy, Oekraïens: Радимичі, Radymytsji, Pools: Radymicze), waren een Slavische stam van de laatste eeuwen van het 1e millennium.

## Locatie
Zij bewoonden de oostelijke bovenloop van de Dnjepr tot de Sozj en haar zijrivieren, en de Desna. Hun grondgebied grensde in het zuiden aan de Severjanen, in het westen aan de Dregovitsjen, in het noorden aan de Krivitsjen en in het oosten aan de Vjatitsjen. In de 11e en 12e eeuw bezaten de Radimitsjen een aantal steden, waaronder Homel, Rahatsjow, en Krytsjaw en Starodoeb.
Er is weinig informatie over de Radimitsjen. Volgens de Nestorkroniek stamden de Radimitsjen af van de Ljachen, en kwamen ze uit het gebied ten oosten van de Wisła (het gebied later bekend als Rood-Roethenië). Als gevolg van meerdere invallen van andere volkeren waren ze naar het oosten getrokken.
радимичи же и вятичи — от рода ляхов. Были ведь два брата у ляхов — Радим, а другой — Вятко; и пришли и сели: Радим на Соже, и от него прозвались радимичи, а Вятко сел с родом своим по Оке, от него получили свое название вятичи.
De Radimitsjen zijn als de Vjatitsjen van het volk der Ljachen. Er waren in feite twee broers van de Ljachen: Radim, en de andere Vjatko; aldus kwamen en vestigden ze zich: Radim naar de Sozj, en naar hem werden de Radimitsjen vernoemd, en Vjatko trok met zijn verwanten naar de Oka; van hem kregen ze de naam Vjatitsjen.— Nestorkroniek

## Naam en cultuur
Volgens de legende zou de naam afgeleid zijn van een stamvader Radim. De landen van de Radimitsjen waren door waterwegen goed verbonden met de centrale regio's van het Kievse Rijk. Kenmerkend voor de Radimitsjen van de 9e - 11e eeuw waren zevenstralige op de slaap gedragen sieraden van brons of zilver.
De Nestorkroniek zegt verder over hen: Het waren heidenen die in de bossen leefden. Zij aten onreine dingen. Gebruikten grove taal. Kenden geen huwelijk. Tijdens feesten met meerdere dorpen schaakten zij volgens afspraak vrouwen. Zij hadden twee of drie vrouwen. Na een overlijden hielden zij een dodenmaal. De stoffelijke resten werden verbrand en begraven in een  grafheuvel. De botten werden in een pot op een paal langs de weg gezet.

## Schatplichtig
In het midden van de 9e eeuw moesten ze tribuut betalen aan de Chazaren. In 885 werden de Radimitsjen veroverd door Oleg van Novgorod en kwamen zo onder de heerschappij van de Kievse Roes. In 907 worden de Radimitsjen vermeld als deel van het leger van Oleg in zijn militaire campagne tegen het Byzantijnse Rijk. In 984 probeerden de Radimitsjen zich los te maken van de Kievse Roes, maar werden verslagen bij de rivier Pisjtsjan door legeraanvoerder Voltsji Chvost ("Wolvenstaart") van Vladimir van Kiev. Daarna zijn er geen vermeldingen van de stam meer in de kronieken. Uiteindelijk werd het land van de Radimitsjen een deel van de vorstendommen Tsjernihiv en Smolensk.
De Radimitsjen worden voor het laatst vermeld in een kroniek uit 1169.